# 聖馬丁教堂 (內特芬)
聖馬丁教堂（德語：Martinikirche）是一座位於德國內特芬的教堂，他在13世紀建成，並擁有3個中殿。該教堂是除了位於錫根的聖尼古拉斯教堂以外錫根蘭（德語：Siegerland）地區最重要的羅馬式建築，而最早記錄著其存在的文獻證據則可以追溯至1329年。聖馬丁教堂不但被視為是錫根蘭地區其中一個最早建成的教堂，而且還被認為保留了在內特芬發生的新教教會改革之活躍中心地帶。此外，該教堂會在每個星期天早上10時以德語進行崇拜。